# Округ Золочев
Округ Зо́лочев (нем. Bezirk Złoczów, Золоче́вский уе́зд, пол. Powiat złoczowski) — административная единица коронной земли Королевства Галиции и Лодомерии в составе Австро-Венгрии, существовавшая в 1867—1918 годах. Административный центр — Золочев.
Площадь округа в 1879 году составляла 7,3733 квадратных миль (424,26 км2), а население 107 267 человек. Округ насчитывал 144 поселения, организованные в 135 кадастровых муниципалитета. На территории округа действовало 3 районных суда — в Золочеве, Олеско и Зборове.
С 1 сентября 1904 года часть территории округа отошла к новообразованному округу Зборов.
После Первой мировой войны округ вместе со всей Галицией отошёл к Польше.